# 제132차 국제 올림픽 위원회 총회
제132차 국제 올림픽 위원회 총회는 2018년 2월 3일부터 2월 8일까지 대한민국 강릉시에서 개최되었다. 